# I possessori
I possessori (The Possessors) è un romanzo di fantascienza dello scrittore John Christopher pubblicato nel 1964. L'opera racconta di come un'entità aliena si infiltri nelle menti di alcuni villeggianti isolati in uno chalet tra le Alpi svizzere, prendendone il controllo, nel tentativo di diffondersi nel mondo.
L'espediente narrativo ricorda molto da vicino il romanzo giallo Dieci piccoli indiani di Agatha Christie.

## Trama
(John Christopher, I possessori)
Un remoto pianeta è abitato da entità che hanno la capacità di impadronirsi del corpo e della mente di altre razze. I "possessori" scoprono che il loro sole sta per esplodere in una nova e fuggono nello spazio all'interno di gusci di energia, abbandonando i "posseduti" al loro destino. All'esodo sopravvive solo un alieno che precipita sulla terra; rimane in animazione sospesa in un ghiacciaio per migliaia di anni fino a quando una slavina riporta il suo guscio alla luce.
Alcuni villeggianti rimangono bloccati in uno chalet sulle Alpi svizzere a causa di due slavine che ostruiscono le strade di collegamento con il villaggio più vicino. I soccorsi non arrivano, anche a causa del maltempo; le linee telefoniche ed elettriche sono fuori uso. I villeggianti, tre uomini, quattro donne e due bambini, la coppia di proprietari e i due membri dello staff, non sono molto preoccupati, poiché la pensione è ben equipaggiata contro il freddo e le provviste non mancano ma ben presto un evento drammatico cambia la situazione. Il più piccolo dei due bambini Andy, durante il gioco tra la neve, barcolla e si accascia al suolo. Uno dei villeggianti, Selby Grainger, è un chirurgo estetico e interviene subito per rianimarlo ma non può fare altro che constatarne la morte. Il fratello, Stephen racconta che Andy ha trovato nella neve una sfera luminosa e di essere svenuto subito dopo averla toccata. Alla storia non viene dato credito e il dottore pensa a una malformazione cardiaca congenita. Il cadavere viene sistemato in cantina e sorvegliato dal padre Leonard. Durante la notte il corpo viene lasciato incustodito e la mattina la madre, Ruth Deeping, si accorge della sua scomparsa; la donna è convinta che il bambino sia vivo ma a questa ipotesi se ne aggiungono anche altre, tra cui la sottrazione del corpo ad opera di uno degli ospiti. Le ricerche nello chalet e fuori, a dieci gradi sotto zero, non danno esito fino a quando Ruth, impazzita dal dolore, credendo di scorgere il figlio tra la neve si allontana da sola al gelo per salvare il bambino. Un gruppo parte alla sua ricerca ritrovandola ore dopo, inspiegabilmente ancora viva nonostante gli abiti leggeri e la rigida temperatura esterna; con lei c'è il redivivo Andy.
Il comportamento dei due appare subito anormale: sono più lenti nei movimenti e appaiono svagati. La mattina dopo assalgono il piccolo Stephen nella sua stanza tentando di soggiogarlo ma l'improvviso ingresso di Marie nella stanza fa fallire il loro piano. Ben presto la madre e il figlio si rivolgono contro la cameriera e questa volta è l'intervento di Mandy a salvare la ragazza mentre i due aggressori fuggono all'aperto. Il chirurgo Selby, messo al corrente dell'accaduto, sospetta siano vittime di una malattia sconosciuta mentre altri immaginano possessioni diaboliche. Di notte i due si introducono nella pensione e aggrediscono Douglas Poole che però riesce a liberarsi mettendoli in fuga; ad aiutare Ruth e Andy nell'aggressione c'era anche il padre Leonard. Si organizzano turni di guardia ma il gruppo, impreparato ad affrontare il pericolo e molto incline all'alcol, non riesce ad evitare che ben presto, prima il factotum Peter, poi la domestica Marie vadano a infoltire le file dei "posseduti". Diventa presto evidente che la causa delle possessioni sia un alieno, fuoriuscito dalla sfera luminosa ritrovata del piccolo Andy.
Il pericolo avvicina Poole alla giovane vedova Jane mentre il dottore Grainger non si sottrae alle avances della sorella Diana. Alcune sbadataggini e superficialità dei villeggianti danno ulteriore vantaggio all'alieno che riesce ad impossessarsi di tutti ad eccezione di George Hamilton, Douglas Poole, Selby Grainger e Jane Winchmore. I quattro intuiscono che, con il miglioramento del tempo e la riapertura delle strade, i posseduti si sarebbero dispersi nei paesi vicini estendendo il loro controllo sugli abitanti. Decidono quindi di predisporre una trappola: mentre Douglas e Jane tenteranno di fuggire per avvisare del pericolo eventuali soccorritori, Selby e George attireranno i posseduti nella pensione facendo esplodere la caldaia uccidendo con essi anche l'alieno. Il piano ha successo: i quattro si ricongiungono e, prima di essere raggiunti da un elicottero, decidono di non rivelare tutta la vicenda, convinti di non essere creduti dai soccorritori e di essere presi per folli. Giustificheranno la tragedia con un malfunzionamento dell'impianto di riscaldamento.

## Personaggi
Il possessoreL'alieno è giunto sulla Terra in tempi remoti, fuggito dal suo mondo distrutto da un cataclisma. È l'ultimo della sua razza ed è rimasto dormiente come una spora tra la neve delle Alpi svizzere in attesa di un corpo in cui insediarsi e iniziare l'invasione della Terra.
Douglas PooleAvvocato di Winchester (Hampshire). Decide di concedersi una vacanza per dimenticare la sfortunata storia d'amore con una donna sposata, Caroline.
George HamiltonIl proprietario inglese della pensione svizzera, ex pilota della RAF. Da tre anni si è trasferito con la moglie in montagna.
Mandy HamiltonLa moglie di George. Non riesce da darsi pace per aver allontanato da sé i suoi due figli, nati in un precedente matrimonio, ed averli sistemati in un convitto. Affranta dai sensi di colpa, si è data all'alcol.
PeterIl sessantaquattrenne factotum della pensione.
MarieLa giovane cameriera franco-svizzera.
Leonard DeepingQuarantacinquenne inglese, commerciante di tessuti a Londra.
Ruth DeepingLa moglie quarantenne di Leonard. Esce di senno dopo che il figlio prediletto, Andy, viene creduto morto.
Andy DeepingOtto anni, il minore dei due figli di Ruth e Leonard.
Stephen DeepingDieci anni, fratello di Andy.
Selby GraingerDisinvolto chirurgo estetico, quarantacinquenne, con l'abitudine di flirtare con molte donne, tra cui la villeggiante Diana, ma innamorato della moglie che adora.
Elizabeth GraingerLa bellissima moglie di Selby.
Jane WinchmoreGiovane vedova, partita in vacanza con la sorella Diana.
Diana BlackstoneL'avvenente sorella minore di Jane.

## Edizioni
- (EN) John Christopher, The Possessors, 1ª ed., New York, Simon & Schuster, 1964.
- John Christopher, I possessori, traduzione di Roberta Rambelli, Slan. Il meglio della fantascienza n.30, Libra editrice, 1977,  p. 256.